# دوقية تسكانة الكبرى
دوقية تُسكانة الكبرى (بالإيطالية: Granducato di Toscana)‏ كانت مملكة في وسط إيطاليا بين عامي 1569-1859 مع انقطاع بين 1801-1815 لتحل محل دوقية فلورنسا. عاصمة الدوقية فلورنسا. حتى استلام آل لورين كانت تسكانة جزءاً من الإمبراطورية الرومانية المقدسة حتى توقيع صلح وستفاليا في عام 1648.
حكم الدوقية في البداية آل ميديتشي حتى نهايتهم عام 1737. ازدهرت تسكانة تحت حكم آل ميديتشي لكنها لم تصل لشهرة الجمهورية القديمة. كما شهدت نجاحاً غير مسبوق على الصعيدين الاقتصادي والعسكري تحت حكم كوزيمو الأول وأبنائه حتى عهد فرديناندو الثاني؛ الذي شهد عهده بداية ركود اقتصادي طويل. بلغت ذروتها في ظل كوزيمو الثالث. التقدم الوحيد لميديتشي في الأيام الأخيرة كان ترقية الدوقية إلى مملكة من قبل الإمبراطور الروماني المقدس في 1691. انتهت سلالة العائلة في 1737.
استلم فرانسيس ستيفن من آل لورين بديلًا لآل ميديتشي. حكمت تسكانة من قبل وال، مارك دو بوفاو - كراون [الإنجليزية] طوال فترة حكمه. كما حكمت ذريته وأقامت في الدوقية حتى عام 1859 بانقطاع وحيد عندما منح نابليون بونابرت تسكانة إلى بيت بوربون بارما [الإنجليزية]. عقب انهيار نظام نابليون في عام 1814 تمت استعادة الدوقية. المقاطعات المتحدة في إيطاليا الوسطى كانت دولة تابعة لمملكة سردينيا - بيدمونت، ضمت تسكانة في عام 1859. ضمت تسكانةً رسمياً إلى سردينيا في عام 1860 في أعقاب استفتاء ساحق وافق بموجبه 95 ٪ من الناخبين على الضم.

## فترة آل ميديشي

### التأسيس
في عام 1569، حكم كوزيمو دي ميديشي دوقية فلورنسا لمدة 32 عامًا. خلال فترة حكمه، أخذت فلورنسا جزيرة إلبا من جمهورية جنوة (عام 1548) واحتلت جمهورية سيينا (عام 1555) وأنشأت قاعدة بحرية قوية ومجهزة تجهيزًا جيدًا في إلبا. منع كوزيمو أيضًا رجال الدين من تولي مناصب إدارية وسنَّ قوانين الحرية الدينية، وهي قوانين كانت مغمورة في زمانه. كان كوزيمو داعمًا قويًا للبابا بيوس الخامس، الذي أعلن في ضوء توسع فلورنسا في أغسطس 1569 كوزيمو دوقَ توسكاني الأكبر، وهو لقب غير مسبوق في إيطاليا.
كان رد الفعل العالمي على ترقية كوزيمو قاتمًا. نظرت كاثرين ملكة فرنسا، رغم أنها من عائلة ميديشي، إلى كوزيمو بازدراء بالغ. عمّت شائعات في بلاط البندقية بأن كوزيمو مرشحٌ ليكون ملك إنجلترا. كانت ردة فعل ماكسيميليان الثاني، إمبراطور الروم المقدس، وقريبه فيليب الثاني ملك إسبانيا غاضبة للغاية، إذ كانت فلورنسا إقطاعية تابعة للإمبراطورية وأعلنا أن إجراءات بيوس الخامس باطلة. على أي حال، أقر ماكسيميليان في النهاية الترقية بوثيقة إمبراطورية عام 1576.
من خلال تحالف العصبة المقدسة عام 1571، حارب كوزيمو الإمبراطورية العثمانية، بالوقوف مع الإمبراطورية الرومانية المقدسة. ألحقت العصبة المقدسة هزيمة ساحقة بالعثمانيين في معركة ليبانتو. كان حكم كوزيمو أكثر حكمٍ عسكريٍّ شهدته تسكانة.
تعرض كوزيمو لعدة مآسي شخصية خلال سنوات حكمه اللاحقة. توفيت زوجته، إليانور دو توليدو، عام 1562، بالإضافة إلى أربعٍ من أطفاله بسبب جائحة الطاعون في فلورنسا. أثرت هذه الوفيات عليه بشدة، مما أجبره، إلى جانب المرض، على تنازلٍ غير رسمي عن الحكم عام 1564. جعل هذا الامر ابنه الأكبر، فرانشيسكو، يحكم الدوقية. توفي كوزيمو الأول عام 1574 بسبب النزف الفجائي، تاركًا تسكانة وراءه مستقرة ومزدهرة للغاية، وكانت فترة حكمه هي الأطول في عائلة ميديشي.

### فرانشيسكو وفرديناندو الأول
لم يكن فرانشيسكو مهتًا كثيرًا بحكم مملكته، بل كان مهتمًا بالمشاركة في تجارب علمية. أوكلت إدارة الدولة إلى البيروقراطيين. واصل تحالف والده النمساوي/الإمبراطوري، ورسخه من خلال الزواج من يوهانا أرشيدوقة النمسا. أكثر ما يُذكر به فرانشيسكو هو وفاته في نفس يوم وفاة زوجته الثانية، بيانكا كابيلو، مما حفز ظهور شائعات بوجود حالة تسمم. خلفه فرديناندو دي ميديشي، شقيقه الأصغر، الذي احتقره.
تولى فرديناندو حكم تسكانة بحماس. أمر بتفريغ الأغوار التوسكانية، وبنى شبكة طرق في جنوب تسكانة، وزع الأراضي في ليفورنو. لتعزيز صناعة الحرير التوسكانية، أشرف على زراعة أشجار التوت على طول الطرق الرئيسية (تتغذى ديدان الحرير على أوراق شجر التوت). نقل تسكانة بعيدًا عن سيطرة آل هابسبرغ من خلال الزواج من أول مرشحة ليست من عائلة هابسبرغ منذ زمن أليساندرو دي ميديشي، دوق فلورنسا، وهي كريستينا لورين، حفيدة كاثرين دي ميديشي. كان رد الفعل الإسباني بإنشاء حصنٍ في حصتهم من جزيرة إلبا. لتقوية التحالف التوسكاني الجديد، زوّج الابنة الصغرى لفرانشيسكو الراحل، ماري، إلى هنري الرابع ملك فرنسا. قال هنري بوضوح أنه سيدافع عن تسكانة من الاعتداء الإسباني، لكن تراجع لاحقًا. أُجبر فرديناندو على تزويج وريثه، كوسيمو، لماريا مادالينا أرشيدوقة النمسا لتهدئة إسبانيا (إذ كانت شقيقة ماريا مادالينا الملكة القرينة الحالية). موّل فرديناندو مستعمرة توسكانية في أميركا، بهدف تأسيس مستوطنة توسكانية في المنطقة التي تُدعى اليوم غويانا الفرنسية. رغم كل بواعث النمو والرخاء الاقتصادي هذه، كان عدد سكان فلورنسا، في مطلع القرن السابع عشر، 75,000 شخص تقريبًا، أقل بكثير من العواصم الأخرى في إيطاليا: روما وميلان والبندقية وباليرمو ونابولي. يُعتقد بأن فرانشيسكو وفرديناندو، بسبب التفريق المتراخي بين أملاك ميديشي ودولة تسكانة، أثرى من سلفهم، كوزيمو دي ميديشي، مؤسس السلالة. امتلك الدوق الأكبر لوحده الصلاحية باستغلال موارد الدولة المعدنية والملحية. كانت ثروة ميديشي مرتبطة مباشرة باقتصاد تسكانة.
مارس فرديناندو، رغم أنه لم يعد كاردينالًا، تأثيرًا كبيرًا على المجمعات البابوية المغلقة المتعاقبة؛ وهي الانتخابات التي اختارت البابا، رأس الكنيسة الكاثوليكية. في عام 1605، نجح فرديناندو في جعل مرشحه، أليساندرو دي ميديشي، يُنتخب تحت اسم البابا ليون الحادي عشر. توفي ليون الحادي عشر بعدها بأقل من شهر، لكن لحسن حظ آل ميديشي، كان خليفته البابا بول الخامس مواليًا لهم أيضًا. على أي حال، كان لسياسة فرديناندو الخارجية الموالية للبابا مساوئ. استحوذت التنظيمات الدينية على تسكانة، وكانت جميعها غير ملزمة بدفع الضرائب. توفي فرديناندو عام 1609، وترك وراءه مملكة غنية؛ على أي حال، جرّ جموده في الشؤون الدولية تسكانة إلى فوضى سياسية.

## معرض صور